# Jupikspråk
Jupikspråk är en språkgrupp som talas i Alaska och Sibirien och som omfattar sibirisk jupik, alutiiq och centraljupik.